# 아프가니스탄의 마천루 목록
이 글은 아프가니스탄의 마천루 목록이다.

## 목록
| 이름                | 도시 | 높이               | 층수 | 완공   | 용도      |
| ------------------- | ---- | ------------------ | ---- | ------ | --------- |
| 카불 타워           | 카불 | 87 미터 (285 피트) | 18   | ??     | 사무실    |
| 골바 하르 센터      | 카불 | 50 미터 (164 피트) | 14   | 2008년 | 혼합 사용 |
| 파미르 시네마       | 카불 | 43 미터 (141 피트) | 12   | ??     | 혼합 사용 |
| 잠후 아트 병원      | 카불 | 40 미터 (131 피트) | 10   | 2008년 | 병원      |
| 안사리 빌딩         | ??   | 36 미터 (118 피트) | 10   | ??     | 사무실    |
| 아지지 플라자       | 카불 | ??                 | 24   | 2014년 | 혼합 사용 |
| 농업 개발 은행 빌딩 | 카불 | ??                 | 14   | ??     | 사무실    |
| 카불 시티           | 카불 | ??                 | 9    | 2005년 | 상업용    |
| 카불 비즈니스 센터  | 카불 | ??                 | 8    | ??     | 사무실    |

## 같이 보기
- 파키스탄의 마천루 목록
- 아시아의 마천루 목록